# Gogo brevibarbis
Gogo brevibarbis — вид сомів родини Анхарієвих (Anchariidae). 
Ендемік Мадагаскару, відомий тільки за голотипом, імовірно з басейну річки Мананжарі. Живе в річках, можливо зник завдяки із нестачею біотопів. Сягає довжини 25 см.